# Гауссов пучок
Гауссов пучок — пучок электромагнитного излучения, в котором распределение электрического поля и излучения в поперечном сечении хорошо аппроксимируется функцией Гаусса. Когерентный световой пучок с гауссовым распределением поля имеет фундаментальное значение в теории волновых пучков. Этот пучок называют основной модой в отличие от других мод более высокого порядка.

## Математическое описание
Ищется решение приведенного волнового уравнения, описывающего распространение такого пучка в виде:
{\displaystyle \Psi =u(x,y,z)e^{ikz}},
где {\displaystyle u(x,y,z)} — медленно меняющаяся комплексная функция, которая и определяет свойства лазерного пучка, отличающие его от плоской волны. Применение оператора {\displaystyle \Delta } к функции {\displaystyle \Psi } даёт:
{\displaystyle \Delta \Psi =\left({\frac {\partial ^{2}u}{\partial x^{2}}}+{\frac {\partial ^{2}u}{\partial y^{2}}}+{\frac {\partial ^{2}u}{\partial z^{2}}}+2ik{\frac {\partial u}{\partial z}}-k^{2}u\right)e^{ikz}}.
Если в выражении пренебречь второй производной {\displaystyle u} по {\displaystyle z} по сравнению с первой, то на основании приведенного волнового уравнения Гельмгольца получается уравнение:
{\displaystyle {\frac {\partial ^{2}u}{\partial x^{2}}}+{\frac {\partial ^{2}u}{\partial y^{2}}}+2ik{\frac {\partial u}{\partial z}}=0}.
Полученное уравнение относится к уравнениям параболического типа, а само приближение, в рамках которого оно было получено, называется параболическим приближением. Нетрудно показать, что уравнению будет удовлетворять гауссов пучок, амплитуда которого меняется по поперечной координате по гауссовому закону.
Для гауссова пучка можно записать выражение:
{\displaystyle u=a\exp {\left[i\left(p+{\frac {k}{2q}}r^{2}\right)\right]}},
где {\displaystyle r^{2}=x^{2}+y^{2}}. Параметр {\displaystyle p} — комплексный фазовый сдвиг при распространении света вдоль оси {\displaystyle z}, а {\displaystyle q} — комплексный параметр пучка, определяющий гауссово распределение поля по координате {\displaystyle r}, где {\displaystyle r} — расстояние от оси. Кроме того, {\displaystyle q} определяет кривизну волнового фронта, который вблизи оси является сферическим.
Рассмотрим свойства гауссова пучка с длиной волны {\displaystyle \lambda } более подробно. Для этого выразим комплексный параметр {\displaystyle q} через два действительных параметра пучка {\displaystyle R} и {\displaystyle w}: {\displaystyle {\frac {1}{q}}={\frac {1}{R}}+i{\frac {\lambda }{\pi w^{2}}}},
где {\displaystyle R} есть радиус кривизны волнового фронта, а {\displaystyle w} характеризует изменение поля {\displaystyle E} в поперечной плоскости (параметр {\displaystyle w} принято называть шириной пучка). Распределение поля в этой плоскости подчиняется закону Гаусса, и {\displaystyle w} равно расстоянию, на котором амплитуда поля убывает в {\displaystyle e} раз по сравнению с полем на оси.

## Вывод через принцип Гюйгенса–Френеля
Для получения явной формы амплитуды можно воспользоваться принципом Гюйгенса–Френеля, взяв в качестве начального волнового фронта на поверхности {\displaystyle (x,y)} Гауссов сигнал:
{\displaystyle a(x,y)=E_{0}\exp {\left(-{\frac {x^{2}+y^{2}}{w_{0}^{2}}}\right)},}где {\displaystyle w_{0}} — минимальный радиус. Сразу отметим связь {\displaystyle E_{0}} с полной мощностью:{\displaystyle \int _{-\infty }^{+\infty }dx\,\int _{-\infty }^{+\infty }dy\times |a(x,y)|^{2}=P_{0},} откуда {\displaystyle E_{0}={\sqrt {\frac {2P_{0}}{\pi w_{0}^{2}}}}.}
Интеграл Френеля {\displaystyle A(t,x,y,z)=\int dx'\,dy'\,{\frac {a(x',y')}{r}}\,\cos {(\omega t-kr)}} дает значение волнового фронта в момент времени {\displaystyle t} в точке пространства {\displaystyle (x,y,z)}.
Если учесть, что в аргументе косинуса допустимо упрощение для случая больших {\displaystyle z}: {\displaystyle r={\sqrt {(x-x')^{2}+(y-y')^{2}+z^{2}}}\approx z+{\frac {(x-x')^{2}+(y-y')^{2}}{2z}}}, а также что {\displaystyle {\frac {1}{r}}\approx {\frac {1}{z}}}, то после выполнения интегрирования можно получить:
{\displaystyle A(t,x,y,z)={\frac {2\pi }{k}}{\frac {E_{0}w_{0}}{w(z)}}\exp {\left(-{\frac {x^{2}+y^{2}}{w(z)^{2}}}\right)}\cos {\left(\omega t-k\left(z+{\frac {x^{2}+y^{2}}{2R}}\right)-\alpha \right)},} где {\displaystyle \mathop {\mathrm {tg} } (\alpha )={\frac {kw_{0}^{2}}{2z}}}, {\displaystyle R=z+{\frac {\left(kw_{0}^{2}\right)^{2}}{4z}}}, {\displaystyle w(z)=w_{0}{\sqrt {1+\left({\frac {2z}{kw_{0}^{2}}}\right)^{2}}}}, а {\displaystyle k={\frac {2\pi }{\lambda }}}.
Для интенсивности, после восстановления нормировки, имеем:
{\displaystyle I(x,y)={\frac {2P_{0}}{\pi w(z)^{2}}}\exp {\left(-2{\frac {x^{2}+y^{2}}{w(z)^{2}}}\right)}.}
Более подробно вышеописанные рассуждения описаны в источнике .

## Свойства пучка

Ширина гауссова пучка как функция. : горловина пучка; : глубина резкости; : длина Рэлея; : угловая расходимость пучка

### Ширина пучка
В некоторой плоскости, называемой горловиной каустической поверхности или перетяжкой, гауссов пучок стягивается к минимальной ширине {\displaystyle w_{0}}. В этой плоскости, от которой целесообразно отсчитывать расстояние {\displaystyle z}, фазовый фронт является плоским, и комплексный параметр пучка становится чисто мнимым:
{\displaystyle q_{0}={\frac {\pi w_{0}^{2}}{i\lambda }},\qquad z_{R}=iq_{0},}
где {\displaystyle z_{R}} — длина Рэлея.
Тогда ширина пучка на расстоянии {\displaystyle z} задается следующей формулой:
{\displaystyle w(z)=w_{0}\,{\sqrt {1+\left({\frac {\lambda z}{\pi w_{0}^{2}}}\right)^{2}}}}

### Радиус кривизны
Зависимость радиуса кривизны от координаты:
{\displaystyle R(z)=z\left(1+\left({\frac {\pi w_{0}^{2}}{\lambda z}}\right)^{2}\right)}

### Расходимость пучка
Образующая пучка {\displaystyle w(z)} представляет собой гиперболу, асимптота которой наклонена к оси под углом
{\displaystyle \theta ={\frac {\lambda }{\pi w_{0}}}}.
Этот угол равен углу дифракции основной моды в дальней зоне.
Общая угловая расходимость пучка составит
{\displaystyle \Theta =2\theta }.

## Моды высших порядков

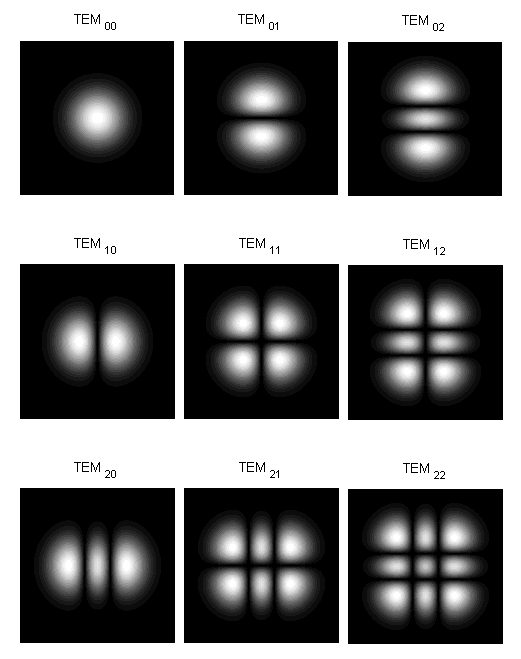
Первые девять эрмитово-гауссовых мод

Гауссовы пучки — лишь одно из возможных решений параксиального волнового уравнения. Комбинации различных ортогональных решений используются для моделирования лазерных пучков. В общем случае, если определён полный базис решений, то любой пучок может быть описан как суперпозиция решений из базиса.